# LWL-Universitätsklinik Bochum

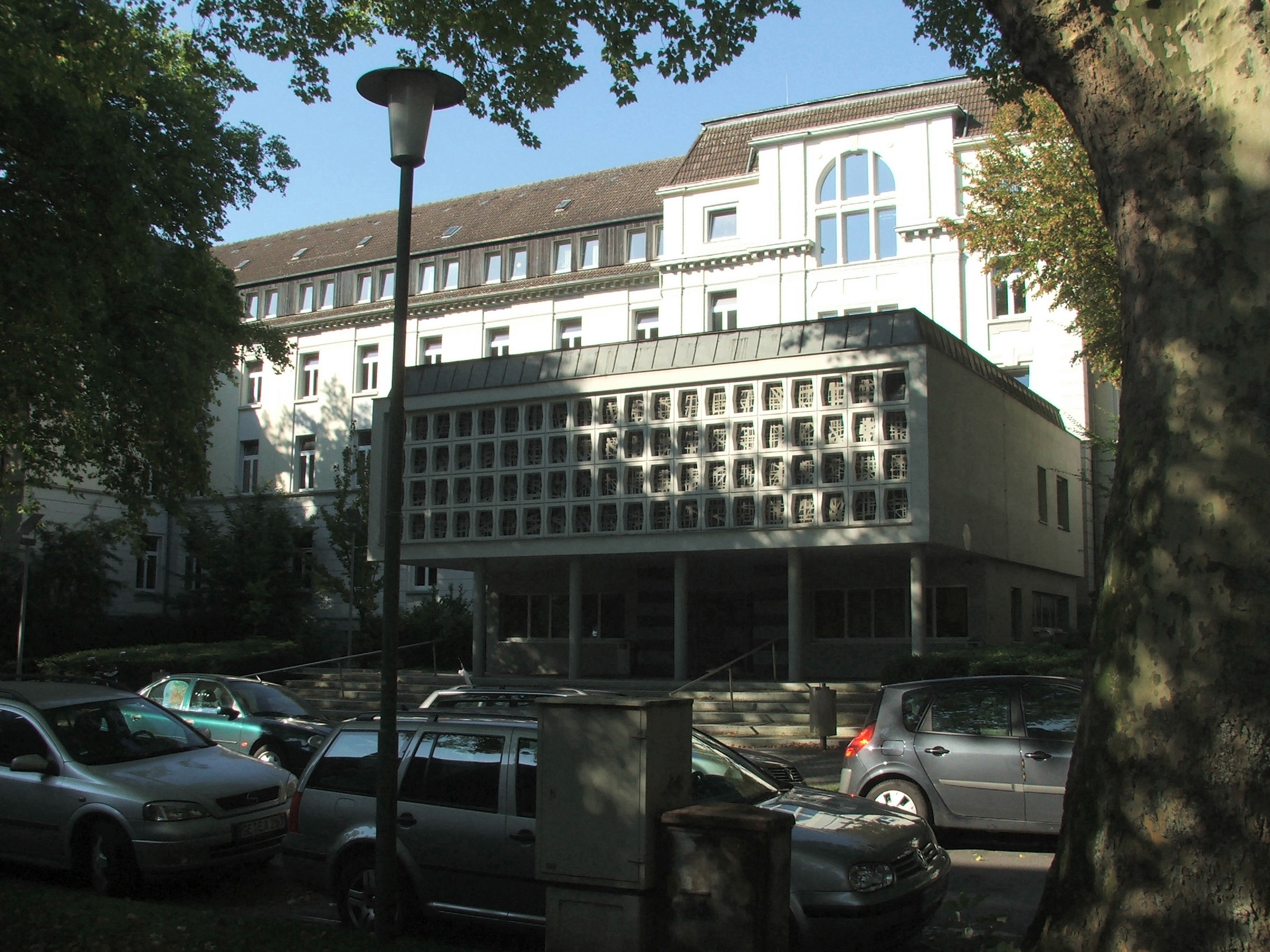
Ehemals: Westfälisches Zentrum Bochum – Psychiatrie und Psychotherapie

Das LWL-Universitätsklinikum Bochum der Ruhr-Universität Bochum besteht aus zwei Kliniken, namentlich der Klinik für Psychiatrie, Psychotherapie und Präventivmedizin sowie der Klinik für Psychosomatische Medizin und Psychotherapie. Träger der Klinik ist der Landschaftsverband Westfalen-Lippe (LWL).

## Geschichte
Die Klinik für Psychiatrie wird im Jahre 1983 im Gebäude der ehemaligen Westfälischen Landesfrauenklinik eingerichtet und 1984 unter dem Namen Westfälisches Zentrum Bochum – Psychiatrie und Psychotherapie eröffnet. Die Klinik war Gründungsmitglied des Bochumer Modells, dem Vorläufer des heutigen Universitätsklinikums der Ruhr-Universität. Hierbei wurde auch der jetzige Name eingeführt.
Die Klinik für Psychosomatik wurde im Jahre 2010 aus der ehemaligen gleichnamigen Abteilung der LWL-Klinik Dortmund nach Bochum verlagert und dort als eigenständige Klinik der LWL-Universitätsklinik eingegliedert.

## Einrichtungen
Neben den stationären Angeboten bietet die Klinik auch teilstationäre und ambulante Behandlungen an. Zur LWL-Universitätsklinik gehören neben der Klinik in der Alexandrinenstraße auch zwei Tageskliniken und eine Institutsambulanz, jeweils in Bochum. Die Tagesklinik in der Alexandrinenstraße 1–3 (mit Institutsambulanz) hat einen soziotherapeutischen Schwerpunkt, die Tagesklinik in der Klinikstraße 58 einen psychotherapeutischen Schwerpunkt. Weiterhin existiert eine Tagesklinik mit gerontopsychiatrischem Ansatz.
Darüber hinaus besitzt das Haus eine Arbeitstrainingswerkstatt und eine Gymnastikhalle.

## Betten und Plätze
Die Plätze verteilen sich wie folgt:
- Allgemeine Psychiatrie und Psychotherapie: 99
- Tagesklinikplätze: 28
  - Gerontopsychiatrie: 23
  - Suchtmedizin: 15

Ab 2010
- Psychosomatische Medizin und Psychotherapie 36
- Tagesklinikplätze 8
- Stationäre Krankenhausbetten 173
- Tagesklinikplätze 36

Krankenhausbetten insgesamt 209

## Spezielle Behandlungsangebote
- Institutsambulanz mit Demenzsprechstunde (u. a. Alzheimer-Krankheit)
- Ambulante Gruppen für Psychose-, Sucht- und Neurosekranke
- Behandlung von psychosomatischen Störungen
- Entzugsbehandlung
- Bochumer Früherkennungsinitiative
- Transkulturelle Therapieangebote
- ADHS-Ambulanz

## Pflichtversorgungsgebiet
Das Pflichtversorgungsgebiet der Klinik umfasst Bochum-Ost (ohne Bochum-Wattenscheid), Bochum-Südwest und den westlichen Teil von Bochum-Mitte (mit Begrenzung Dorstener Straße, Gahlensche Straße und Kohlenstraße).